# Kermesia nigropunctata
Kermesia nigropunctata är en insektsart som beskrevs av William Lucas Distant 1916. Kermesia nigropunctata ingår i släktet Kermesia och familjen Meenoplidae. Inga underarter finns listade i Catalogue of Life.